# Samothraki
Samothraki (tiếng Hy Lạp: ?) là một khu tự quản ở vùng Đông Makedonías-Thrace, Hy Lạp. Khu tự quản Samothraki có diện tích 178 km², dân số theo điều tra ngày 18 tháng 3 năm 2001 là 2712 người.